# Kerti susulyka
A kerti susulyka (Inocybe rimosa) a susulykafélék családjába tartozó, erdőkben, kertekben termő, mérgező gombafaj. 

## Megjelenése
A kerti susulyka kalapjának átmérője 2–8 cm, alakja kezdetben kúpos, majd kiterül, de a közepe púpos marad. Szélét fiatalon fátyol köti a tönkhöz; később behasadozik, néha felhajlik. Felülete feltűnően selymes-szálas. Színe szalmasárga, sárgásbarna, barnás. Húsa vékony, törékeny, a tönkben szálas. Színe fehéres, spermaszagú, íze nem jellemző.
Sűrűn álló lemezei a tönkhöz nőttek vagy felkanyarodók. Eleinte fakósárgák, majd olívbarnára sötétednek, élük fehéres. Spórapora tompa barna színű. Spórái oválisak vagy bab alakúak, sima felszínűek, 9-12 x 4.5-7 mikrométeresek.
Karcsú, hengeres tönkje 2–8 cm magas és 0,4-1,2 cm vastag. Töve gyakran gumós. Színe fehéres, okkersárgás, idősebb korban barnás. Felszíne finoman pelyhes-korpás.

### Hasonló fajok
Hasonlít a többi mérgező susulykafajhoz; ezenkívül a mérgező feketedő nedűgombával, a feltételesen ehető kerti tintagombával, és az ehető mezei szegfűgombával téveszthető össze.

## Elterjedése és élőhelye
Európában és Észak-Amerikában honos. Magyarországon gyakori. Lomb- és vegyes erdőkben, parkokban, erdei utak mentén található meg. Júniustól októberig terem.
Mérgező, muszkarint tartalmaz. A fogyasztás után 15-30 perccel hányás, hasmenés, erős nyálfolyás és izzadás, látászavar jelentkezik. A mérgezés ellenszere az atropin. 

## Kapcsolódó cikkek

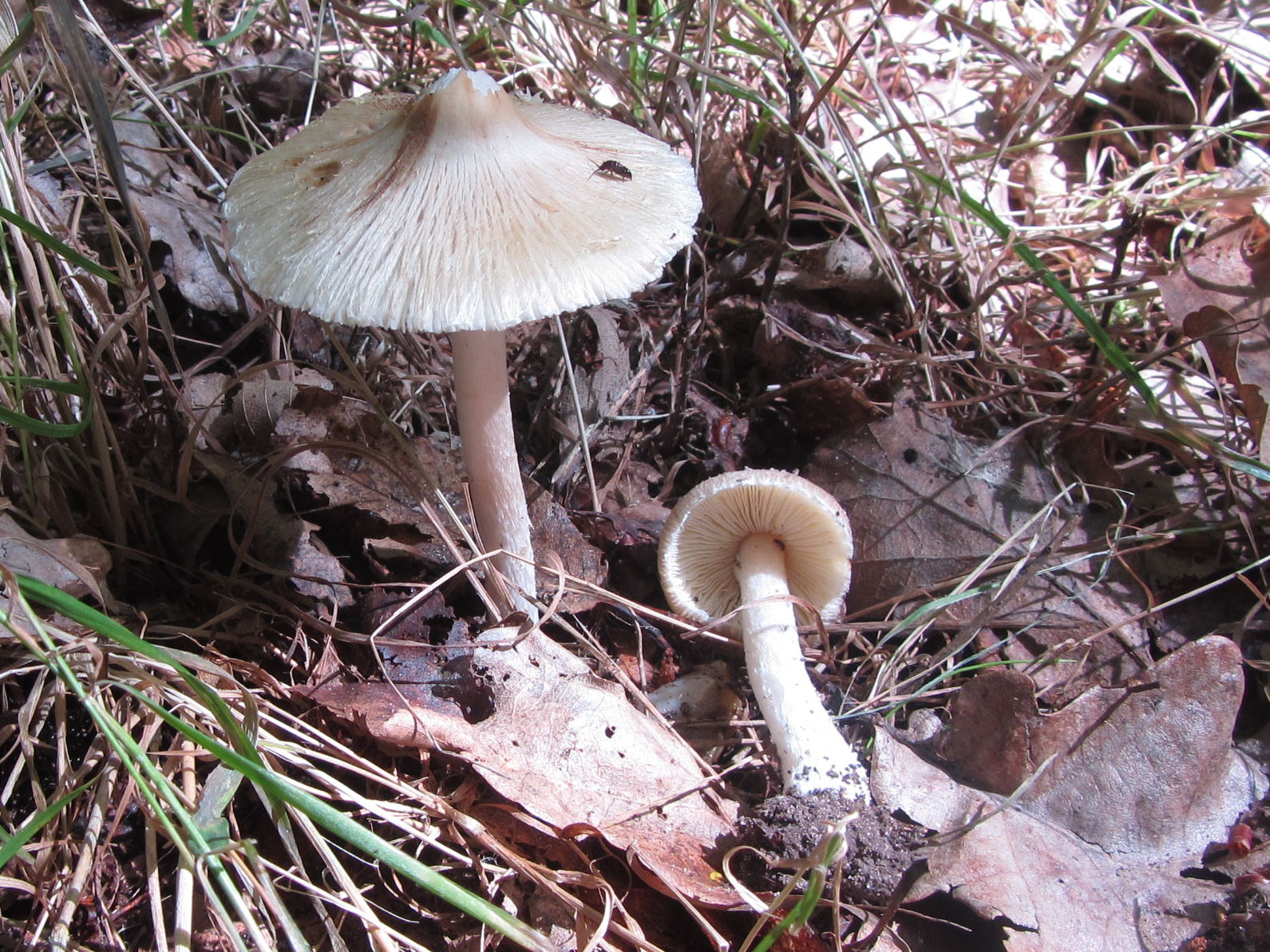
Kerti susulyka
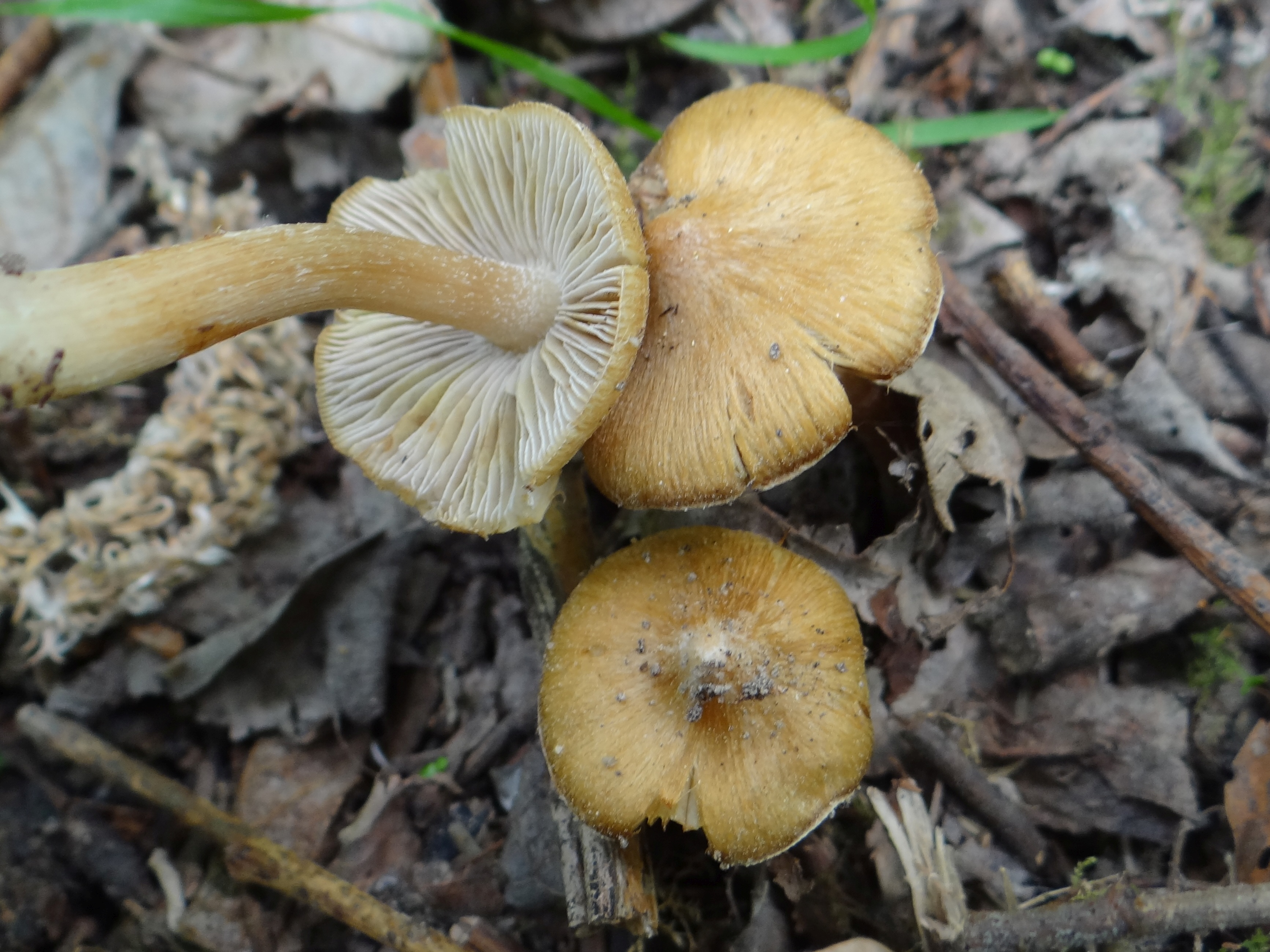
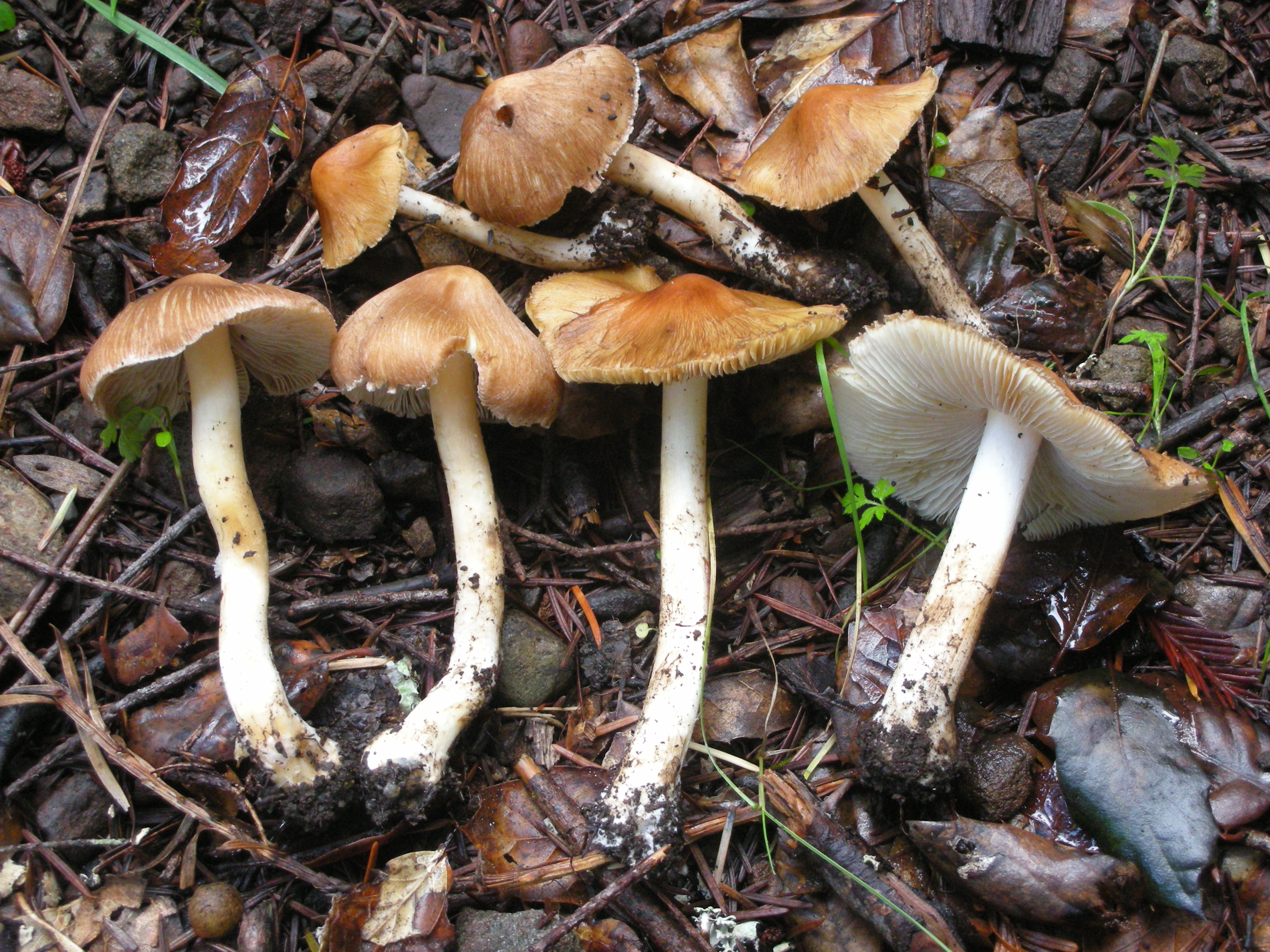
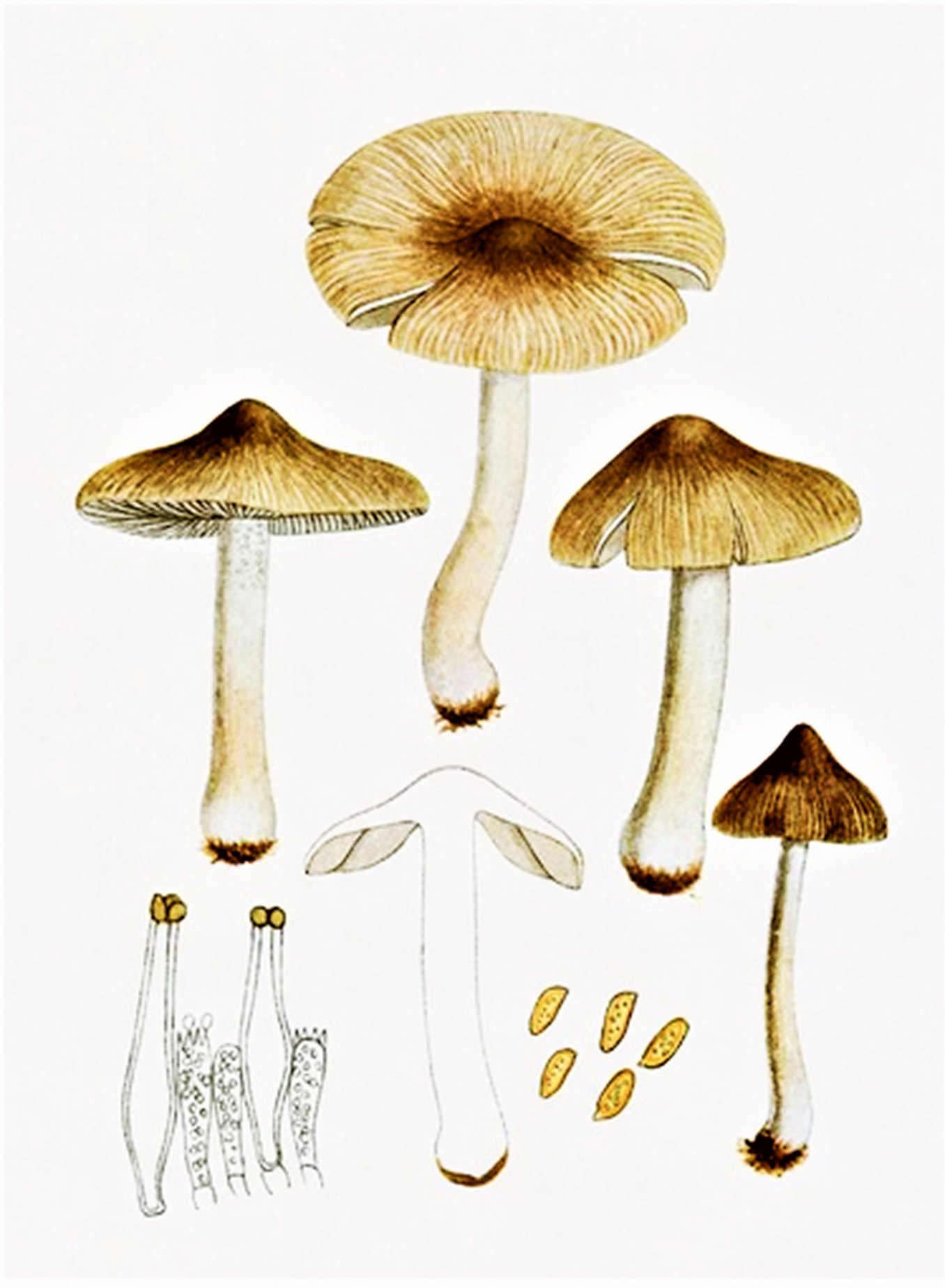
Ábrázolása egy olasz gombakönyvben (1930)